# Gnamptodon apheles
Gnamptodon apheles är en stekelart som först beskrevs av Van Achterberg 1983.  Gnamptodon apheles ingår i släktet Gnamptodon och familjen bracksteklar. Inga underarter finns listade i Catalogue of Life.